# Mystery Road
Mystery Road é um filme australiano de 2013 dos gêneros ação, crime, drama e suspense dirigido por Ivan Sen.

## Sinopse
Jay Swan é um detetive cowboy Indígena que regressa a casa para resolver o assassinato de uma menina indígena adolescente, cujo corpo é encontrado sob a rota de caminhões da estrada fora da cidade.

## Elenco
- Aaron Pedersen ... Detetive Jay Swan
- Hugo Weaving ... Johnno
- Ryan Kwanten ... Pete Bailey/William Smith
- Tony Barry ... Sarge
- Damian Walshe-Howling ... Wayne Silverman
- Tasma Walton ... Mary Swan
- Robert Mammone ... Robbo
- Bruce Spence
- David Field ... Sam Bailey
- Jack Thompson ... Charlie Murray
- Samara Weaving ... Peggy
- Roy Billing
- Zoe Carides[2]

## Recepção
No site agregador de críticas Rotten Tomatoes, 85% das 20 resenhas dos críticos são positivas.